# تاماس إفانشيك
تاماس إفانشيك (بالمجرية: Iváncsik Tamás) مواليد 3 أبريل 1983 في المجر، هو لاعب كرة يد مجري يلعب كجناح أيمن. مثل منتخب المجر لكرة اليد.

## سجل المنافسة
شارك في البطولات التالية:
- بطولة العالم لكرة اليد للرجال 2007
- بطولة العالم لكرة اليد للرجال 2009
- بطولة العالم لكرة اليد للرجال 2011
- بطولة أوروبا لكرة اليد للرجال 2006
- بطولة أوروبا لكرة اليد للرجال 2008
- بطولة أوروبا لكرة اليد للرجال 2010
- بطولة أوروبا لكرة اليد للرجال 2012

## الإنجازات
- الدوري المجري لكرة اليد:
  - الفوز: 2008، 2009، 2010، 2011، 2012، 2013، 2014
  - الميدالية البرونزية: 2007
- كأس أبطال الكؤوس الأوروبية لكرة اليد:
  - الفوز: 2008

## روابط خارجية
- تاماس إفانشيك على موقع الاتحاد الأوروبي لكرة اليد (الإنجليزية)